# Phytoen
Phytoen ist ein farbloses Tetraterpen mit 40 Kohlenstoff-Atomen. Es ist ein Zwischenprodukt der biologischen Synthese von Carotinoiden in Pflanzen.
Zwei Moleküle Geranylgeranyldiphosphat (GGPP) stehen am Beginn der Carotin-Biosynthese. Die Verfügbarkeit von GGPP begrenzt alle nachfolgenden Schritte der Bildung von Carotin in der Pflanze. Die zwei GGPP-Moleküle werden vom Enzym Phytoensynthase (PSY) zu einem Molekül Phytoen verbunden. Die Phytoensynthase ist eine Enzym des Chloroplasten.
Die pflanzlichen Enzyme Phytoendesaturase (PDS), ζ-Karotindesaturase (ZDS) und Carotin-cis-trans-Isomerase (CRTISO) bilden aus Phytoen das rote all-trans-Lycopin. all-trans-Lycopin wird durch eine β-Lycopincyclase (β-LCY) zu β-Carotin umgewandelt.